# Alf Tveten
Alf Kristoffer Tveten (ur. 30 lipca 1912 w Bærum, zm. 13 lipca 1997 w Ålesund) – norweski żeglarz, olimpijczyk, zdobywca srebrnego medalu w regatach na Letnich Igrzyskach Olimpijskich w 1936 roku w Berlinie.
Na Letnich Igrzyskach Olimpijskich 1936 zdobył srebro w żeglarskiej klasie 6 metrów. Załogę jachtu Lully II tworzyli również Karsten Konow, Vaadjuv Nyqvist, Magnus Konow i Fredrik Meyer.